# 壁毯
壁毯，又稱掛毯，是一種用來掛在牆壁上作為裝飾的厚身紡織品，有些壁毯還有保暖和隔音的作用。其中緙織壁毯是歐洲的傳統工藝。